# 북보르네오 왕령식민지
북보르네오 왕령식민지(영어: Crown Colony of North Borneo, 말레이어: Tuan Yang Terutama Gabenor Koloni Mahkota British Borneo Utara 투안 양 테루타마 가베노르 콜로니 마코타 브리티슈 보르네오 우타라[*])은 1946년 설립된 영국의 왕령식민지이다.
보르네오 섬 동북부에 위치하였으며 서쪽으로는 사라왁, 남쪽으로는 인도네시아와 인접해 있었다. 1963년 8월 31일 자치 정부를 수립
했으며, 동년 9월 16일 말레이시아로 편입되어 사라졌다. 현재는 말레이시아령 사바 주이다. 필리핀령 터틀 제도와 망시 제도는 설립 당시에는 왕령식민지에서 행정권을 행사했으나 필리핀에 반환되었다.

## 역사

1963년 8월 31일 자치정부 수립 이후의 기

현재 이 지역의 일부분은 과거 브루나이 술탄령이었으나, 카다잔, 이반 등 다양한 부족들이 각자의 사회를 갖고 생활하고 있었다.
1658년 사바의 북동부 지역은 술루 술탄령이 되었으며, 사라왁의 대부분은 브루나이령이 되었다. 이후 19세기 중반 영국의 식민 지배를 받았는데, 타와우는 인도네시아의 칼리만탄과 더불어 네덜란드의 지배를 받았다. 1946년 이들은 영국의 식민지에서 제외됐으며, 구 칼리만탄의 일부였던 타와우가 북보르네오(사바)에 합병되었다. 그 후 브루나이는 1961년 말레이시아 연방에 가입했다가 1년만에 탈퇴했으며, 영국 보호령을 거쳐 1984년 주권국가로 독립했다. 사라왁과 사바는 1963년까지 영국의 보호령으로 있다가 각각 7월 22일과 8월 31일 자치권을 획득했다.
사바의 독립은 인도처럼 자신들의 힘으로 이루어지기 보다는, 말라야 연방으로의 가입을 목적으로 하여금 독립한 것이었다. 이는 싱가포르의 영향이 매우 컸는데, 훗날 주수상이 되는 툰 푸아드 스테픈스는 "사라왁과 사바는 싱가포르 때문에 말라야에 가입했다"고 밝혔다. 이리하여 1963년 8월 31일 영국으로부터 자치령이 되었으며, 말라야 연방과의 조약에 따라 동년 9월 16일 신설 말레이시아로 합병되어 소멸되었다.
현재 사바의 독립 문제는 화두가 되고 있다. 사실, 말레이시아로 합병될 때부터 논란이 많았는데, 일각에서는 말레이시아 조약을 부정으로 간주하고, 무효를 선언하기도 한다. 1965년 싱가포르의 탈퇴로 이 문제는 더욱 불거졌는데, 스테픈스는 "싱가포르 때문에 가입했는데 정작 싱가포르가 나갔으니, 우리가 같이 할 이유가 없다"며 사실상 조약에 대한 무효를 선언했다. 하지만 말레이시아 연방정부는 무효 논란을 전면 부정했으며, 인도네시아의 침공 경력으로 쉽게 독립하려는 염두도 나지 않았다. 1970년대부터 사바 주는 자치권을 잃기 시작했으며, 현재는 말레이시아의 심각한 통제를 받아, 말레이시아에서 가장 가난한 주로 전락했다. 최근 SSKM 등 독립단체들이 결성되면서 독립운동이 세지고 있다.

## 정치
1963년 8월 31일 영국으로부터 독립한 사바는 새로운 내각을 구성했으나, 실질적으로는 영국의 영향력 아래에 있었다. 북보르네오 직할 식민지 시절 마지막 총독이었던 윌리엄 앨먼드 코드링턴 구드가 총독으로 있었으며, 사바의 지도자로 계속 있었다. 사바의 새 내각은 16일만에 붕괴되었고, 툰 푸아드 스테픈스가 주수상으로 선출되었다.

## 언어
영어, 말레이어, 중국어, 카다잔두순어 등이 사용되었으나, 실질적인 공용어는 영어였다. 영국의 영향 때문인데, 현재도 이 시기에 태어나거나 교육을 받은 사바인들은 지금까지도 말라야인과 비교될 정도로 높은 수준의 영어를 구사한다. 그러나 말레이시아로 합병된 후 영어는 공용어의 지위를 박탈당했으며, 후에 태어나거나 교육받은 세대들은 영어를 아예 못하는 경우도 있다. 대표적인 원주민인 카다잔두순이나 무룻은 카다잔두순어, 무룻어 등을 구사했으나, 합병 후에는 교육이 제대로 이루어지지 않아, 대부분이 말레이어를 구사한다. 현대 카다잔두순 중 카다잔두순어를 구사하지 못하는 것은 전혀 이상하지 않다.

## 종교
딱히 정해진 종교는 없었다. 다만 대부분이 기독교를 믿었으며, 이슬람교, 불교 및 토착 종교도 존재했다. 합병 후 이 지역에 대한 이슬람화가 진행되어 기독교 신자들의 수가 줄어들었으나, 여전히 대다수가 기독교를 믿고 있다.

## 같이 보기
- 사라왁 (1963년)
- 싱가포르 (1963년)
- 말라야 연방
- 말레이시아
- 사바와 사라왁이 말레이시아를 떠나다
- 사라왁 사바 독립운동